# Übergangsregierung Suárez

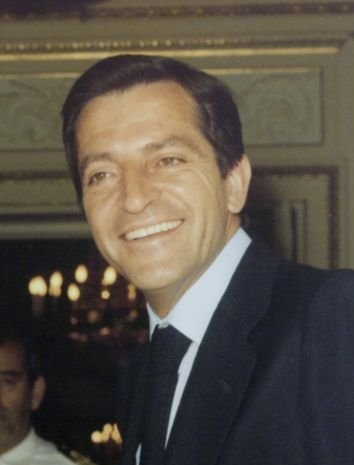
Adolfo Suárez González war zwischen 1976 und 1981 Ministerpräsident

Die Übergangsregierung Suárez oder auch das Kabinett Suárez I war eine Regierung in Spanien, die am 8. Juli 1976 von Ministerpräsident Adolfo Suárez González von der Unión de Centro Democrático (UCD) gebildet wurde. Er leitete nach dem Tode des diktatorisch regierenden Francisco Franco am 20. November 1975 die Demokratisierung Spaniens ein. Nach der Wahl der Verfassunggebenden Versammlung am 15. Juni 1977 kam es am 5. Juli 1977 zur Bildung des Kabinett Suárez II.
Der Übergangsregierung Suárez gehörten folgende Mitglieder an:
| Amt                                                            | Amtsinhaber                                                      | Beginn der Amtszeit             | Ende der Amtszeit               |
| -------------------------------------------------------------- | ---------------------------------------------------------------- | ------------------------------- | ------------------------------- |
| Ministerpräsident                                              | Adolfo Suárez                                                    | 8. Juli 1976                    | 4. Juli 1977                    |
| Vize-Ministerpräsident                                         | Fernando de Santiago y Díaz de Mendívil Manuel Gutiérrez Mellado | 8. Juli 1976 23. September 1976 | 21. September 1976 4. Juli 1977 |
| Vize-Ministerpräsident Minister im Amt des Ministerpräsidenten | Alfonso Osorio                                                   | 8. Juli 1976                    | 4. Juli 1977                    |
| Außenminister                                                  | Marcelino Oreja Aguirre                                          | 8. Juli 1976                    | 4. Juli 1977                    |
| Innenminister                                                  | Rodolfo Martín Villa                                             | 8. Juli 1976                    | 4. Juli 1977                    |
| Justizminister                                                 | Landelino Lavilla                                                | 8. Juli 1976                    | 4. Juli 1977                    |
| Heeresminister                                                 | Generalleutnant Félix Álvarez-Arenas Pacheco                     | 8. Juli 1976                    | 4. Juli 1977                    |
| Luftfahrtminister                                              | Generalleutnant Carlos Franco Iribarnegaray                      | 8. Juli 1976                    | 4. Juli 1977                    |
| Marineminister                                                 | Admiral Gabriel Pita da Veiga Admiral Pascual Pery               | 8. Juli 1976 15. April 1977     | 11. April 1977 4. Juli 1977     |
| Finanzminister                                                 | Eduardo Carriles                                                 | 8. Juli 1976                    | 4. Juli 1977                    |
| Industrieminister                                              | Carlos Pérez Bricio Olariaga                                     | 8. Juli 1976                    | 4. Juli 1977                    |
| Handelsminister                                                | José Lladó                                                       | 8. Juli 1976                    | 4. Juli 1977                    |
| Minister für öffentliche Arbeiten                              | Leopoldo Calvo-Sotelo Luis Ortiz González                        | 8. Juli 1976 9. Mai 1977        | 23. April 1977 4. Juli 1977     |
| Landwirtschaftsminister                                        | Fernando Abril Martorell                                         | 8. Juli 1976                    | 4. Juli 1977                    |
| Minister für Wohnungswesen                                     | Francisco Lozano Vicente                                         | 8. Juli 1976                    | 4. Juli 1977                    |
| Arbeitsminister                                                | Álvaro Rengifo                                                   | 8. Juli 1976                    | 4. Juli 1977                    |
| Minister für Bildung und Wissenschaft                          | Aurelio Menéndez                                                 | 8. Juli 1976                    | 4. Juli 1977                    |
| Minister für Information und Tourismus                         | Andrés Reguera Guajardo                                          | 8. Juli 1976                    | 4. Juli 1977                    |
| Generalsekretär der Bewegung                                   | Ignacio García López                                             | 8. Juli 1976                    | 13. April 1977                  |
| Minister ohne Geschäftsbereich                                 | Ignacio García López                                             | 8. Juli 1976                    | 4. Juli 1977                    |
| Minister für Gewerkschaftsbeziehungen                          | Enrique de la Mata Gorostizaga                                   | 8. Juli 1976                    | 4. Juli 1977                    |